# Thomas Pieters
Thomas Pieters, né le 27 janvier 1992, est un golfeur professionnel belge qui joue actuellement sur le Tour européen et sur le PGA Tour.

## Historique
A 22 ans et lors de sa première saison comme professionnel, il est passé tout près de la victoire à l'Open d'Espagne où il est battu en play-off par le favori espagnol Miguel Angel Jiménez. Il remporte sa première victoire sur le Tour Européen PGA en 2015 lors du Masters de République Tchèque. Après une interruption d'une semaine, il participe à l'Open des Pays-Bas qu'il remporte avec un coup d'avance. Il devient ainsi le premier joueur belge à remporter deux tournois du tour européen au cours d'une même saison.
Pour sa reprise en 2016, il termine deuxième de son premier tournoi disputé, le Abu Dhabi Golf Championship, à un coup derrière Rickie Fowler. Ce résultat lui permet d'occuper la cinquième place provisoire de la Race to Dubai. Il se classe quatrième au tournoi des jeux olympiques. Deux semaines plus tard il s'impose sur le tour européen au tournoi Made in Denmark avec un coup d'avance sur le Gallois Bradley Dredge. Le 30 août 2016 Darren Clarke annonce qu'il le sélectionne comme choix du capitaine pour faire partie de l'équipe européenne de la Ryder Cup 2016. Malgré la défaite européenne il se distingue en remportant quatre des cinq rencontres qu'il dispute, dont trois associé à Rory McIlroy, ce qui constitue le meilleur score réalisé par un joueur européen pour ses débuts en Ryder Cup.
À partir de 2017 il dispute occasionnellement des tournois sur le PGA Tour avec l'objectif affiché d'y obtenir une carte provisoire pour la saison suivante.
En début d'année il prend notamment la deuxième place au Genesis Open derrière le nouveau numéro un mondial Dustin Johnson et la cinquième place au WGC-Mexico Championship. Un mois plus tard il se classe 4e du Masters 2017, après avoir temporairement pris la tête du tournoi,.
Le 25 novembre 2018 il entame sa saison 2019 en remportant en compagnie de Thomas Detry la coupe du monde de golf qui se déroule à Melbourne.
Après quasiment trois années sans victoire sur le circuit européen il remporte pour la seconde fois le D+D Real Czech Masters en République tchèque. Plus de deux ans plus tard il remporte le 7 novembre 2021 son cinquième tournoi à l'occasion du Portugal Masters.
Il commence sa saison 2022 en remportant le Abu Dhabi Golf Championship, qui constitue sa sixième victoire en carrière et sa première victoire dans un tournoi Rolex Series. Par la même occasion il se classe provisoirement en tête du Tour européen PGA.

## Palmarès

### Victoires sur le Tour européen PGA (5)
| no | Date              | Tournoi                     | Score                 | Avance  | Second                                              |
| -- | ----------------- | --------------------------- | --------------------- | ------- | --------------------------------------------------- |
| 1. | 30 août 2015      | D+D Real Czech Masters      | -20 (66-68-65-69=268) | 3 coups | Pelle Edberg                                        |
| 2. | 13 septembre 2015 | KLM Open                    | -19 (68-66-62-65=261) | 1 coup  | Eduardo De La Riva Lee Slattery                     |
| 3. | 28 août 2016      | Made In Denmark             | -17 (62-71-69-65=267) | 1 coup  | Bradley Dredge                                      |
| 4. | 18 août 2019      | D+D Real Czech Masters      | -19 (67-67-66-69=269) | 1 coup  | Adri Arnaus                                         |
| 5. | 7 novembre 2021   | Portugal Masters            | -19 (68-64-65-68=265) | 2 coups | Lucas Bjerregaard Nicolai Hojgaard Matthieu Pavon   |
| 6. | 23 janvier 2022   | Abu Dhabi Golf Championship | -10 (64-74-67-72)     | 1 coup  | Espagne Rafael Cabrera-Bello Inde Shubhankar Sharma |

### Résultats en tournois majeurs
| Tournoi          | 2014 | 2015 | 2016 | 2017 | 2018 | 2019 |
| ---------------- | ---- | ---- | ---- | ---- | ---- | ---- |
| Masters de golf  | DNP  | DNP  | DNP  | T4   | CUT  | DNP  |
| US Open de golf  | DNP  | DNP  | DNP  | CUT  | DNP  | CUT  |
| Open britannique | DNP  | DNP  | T30  | T44  | T28  | T67  |
| USPGA            | DNP  | DNP  | T86  | CUT  | T6   | T23  |

DNP = N'a pas participé

CUT = A raté le Cut

"T" = Égalité

Le fond vert montre les victoires et le fond jaune un top 10.